# Dyschirus desertus
Dyschirus desertus är en skalbaggsart som beskrevs av Henry Clinton Fall. Dyschirus desertus ingår i släktet Dyschirus och familjen jordlöpare. Inga underarter finns listade i Catalogue of Life.